# Морвелл – Мельбурн
Морвелл — Мельбурн — газопровід на півдні Австралії.
У 1950-х роках узялись за розробку покладів бурого вугілля в районі Морвелл. Окрім спорудженої неподалік від кар'єру електростанції, вугілля мав споживати завод штучного газу, для видачі продукції якого у 1956 році проклали трубопровід довжиною 127 кілометрів та діаметром 450 мм до Данденонгу на сході мельбурнської агломерації.
У 1960-х трасу продовжили ділянкою довжиною 82 кілометри й тим самим діаметром 450 мм, що описувала напівкільце та прямувала від Данденонга через північну частину Мельбурну на захід агломерації.
З 1969-го до Мельбурну по турбопроводу Лонгфорд — Данденонг подали природний газ походженням з офшорних родовищ Бассової протоки, що дало можливість припинити продукування штучного газу. А наприкінці 1970-х від Лонгфорд — Данденонг проклали перемичку довжиною 16 кілометрів та діаметром 500 мм до Морвелу, після чого по старому трубопроводу Морвелл — Данденонг також почали прокачувати природний газ.